# Densitat nuclear
La densitat nuclear és la densitat d'un nucli atòmic i té un valor mig aproximat de 2.3×1017 kg/m3 (en unitats SI) o de 0.16 fm−3 (en unitats més apropiades en física de partícules), és a dir en mitjana els nuclis atòmics tenen 0.16 partícules (nucleons) per cada 1 femtòmetre cúbic de volum. En el món macroscòpic, densitats tant elevades només es troben en objectes com estels de neutrons.
La densitat típica a l'interior d'un nucli atòmic es pot determinar simplement a partir del seu nombre {\displaystyle A} de nucleons (donat per la suma de protons i neutrons) dividit pel seu volum. Per a un nucli esfèricː
{\displaystyle n={\frac {A}{{4 \over 3}\pi R^{3}}}}
Com que el radi d'un nucli típic pot ser escrit com a {\displaystyle R=A^{1/3}R_{0}}, en funció del seu nombre de nucleons {\displaystyle A} i d'un radi de nucleó constant {\displaystyle R_{0}} = 1.25 fm (amb desviacions típiques de fins a 0.2 fm d'aquest valor), la seva densitat és constant, independent d'{\displaystyle A} o de {\displaystyle R}:
{\displaystyle n={\frac {A}{{4 \over 3}\pi (A^{1/3}R_{0})^{3}}}={\frac {3}{4\pi (1.25\ \mathrm {fm} )^{3}}}=0.122\ (\mathrm {fm} )^{-3}=1.22\cdot 10^{44}\ \mathrm {m} ^{-3}}
La densitat de massa és el producte de la densitat {\displaystyle n} per la massa nuclear. Prenent la massa d'un nucleó com a 1.67×10−27 kg, arribem així a un valor deː
{\displaystyle (1.67\cdot 10^{-27}\ \mathrm {kg} )(1.22\cdot 10^{44}\ \mathrm {m} ^{-3})=2.04\cdot 10^{17}\ \mathrm {kg} \cdot \mathrm {m} ^{-3}}
El valor experimentalment determinat per a la densitat mitjana dels nuclis atòmics és una mica superior a aquesta estimacióː {\displaystyle n} = 0.16 fm−3 (o 2.3×1017 kg/m³)